# Тихонов, Альберт Назарович
Альбе́рт Наза́рович Ти́хонов (псевдоним Олег Тихонов; 1932—2001) — советский, российский прозаик, драматург, журналист, Заслуженный работник культуры Карельской АССР (1982), Заслуженный работник культуры Российской Федерации (1992).

## Биография
В годы Великой Отечественной войны (1941—1945), ребёнком был вывезен в Германию, малолетний узник трудового концлагеря. После освобождения возвращён на родину в СССР, окончил среднюю школу посёлка Назия (Ленинградская область) в 1952 году.
В 1957 году окончил историко-филологический факультет Петрозаводского государственного университета.
В 1956—1966 годах — сотрудник петрозаводских газет «Комсомолец», «Ленинская правда».
В 1966 году стал лауреатом журналистской премии Карельской АССР имени Константина Еремеева.
С 1966 года — заместитель главного редактора журнала «Север».
В 1990—2001 годах — главный редактор журнала «Север».
Документальный роман Олега Тихонова «Свидетель» о легендарной судьбе участника операции «Трест» Тойво Вяхя (Ивана Петрова) был удостоен в 1990 году второй премии на всесоюзном конкурсе произведений кино и литературы.

### Семья
Жена — Альбина Анатольевна Тихонова (р. 1939).
Дети — Максим (р. 1964), Игорь (р. 1968).